# Hūlīq
Hūlīq (persiska: هولیق) är en ort i Iran.   Den ligger i provinsen Östazarbaijan, i den nordvästra delen av landet, 400 km nordväst om huvudstaden Teheran. Hūlīq ligger 1 678 meter över havet och antalet invånare är 276.
Terrängen runt Hūlīq är varierad, och sluttar norrut. Runt Hūlīq är det ganska tätbefolkat, med 62 invånare per kvadratkilometer. Närmaste större samhälle är Sarāb, 10,2 km norr om Hūlīq. Trakten runt Hūlīq består till största delen av jordbruksmark.